# Dorfkirche Berge (Prignitz)

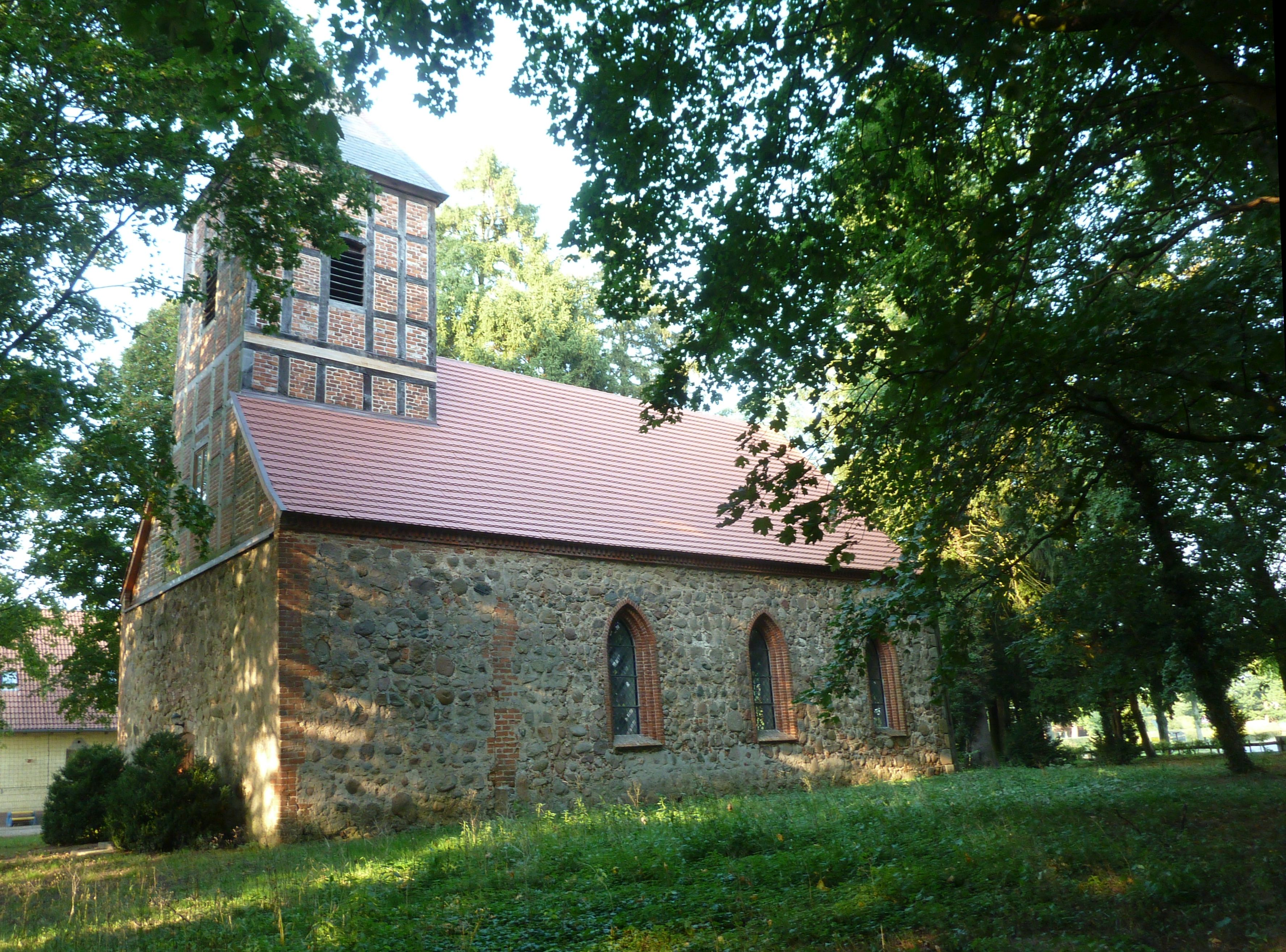
Dorfkirche Berge (Prignitz)

Die evangelische, denkmalgeschützte Dorfkirche Berge (Prignitz) steht in Berge, einer Gemeinde im Landkreis Prignitz in Brandenburg. Die Kirche gehört zum Kirchenkreis Prignitz der Evangelischen Kirche Berlin-Brandenburg-schlesische Oberlausitz.

## Beschreibung
Das Langhaus der Saalkirche wurde in der zweiten Hälfte des 15. Jahrhunderts aus Feldsteinen erbaut. Der gleichbreite Kirchturm im Westen wurde aus Feldsteinen nur bis zur Dachtraufe des Langhauses ausgeführt. In der Zeit des Barock wurde ihm ein Dachturm aus Holzfachwerk aufgesetzt, dessen Gefache mit Backsteinen ausgefüllt wurden. Er beherbergt den Glockenstuhl und ist mit einem Pyramidendach bedeckt. Die Kirchenausstattung des Innenraums ist barock. 
Die Orgel mit elf Registern, einem Manual und einem Pedal wurde 1894 von Albert Hollenbach gebaut. Zur Ausstattung gehört seit 2012 ein ehemals aus der 1968/1969 abgerissenen Dorfkirche in Hülsebeck stammender Taufengel, der 1,16 Meter groß ist und vermutlich in den 1730er- oder 1740er-Jahren gefertigt wurde.